# Nicolas Panagopoulos
Nicolas Panagopoulos (født 1954 i Athen, Grækenland) er en græsk komponist, lærer og pianist.
Panagopoulos studerede musikteori og klaver på Musikkonservatoriet i Athen. Han studerede herefter komposition hos Olivier Messiaen (1974-1978), musikanalyse hos Betsy Jolas (1973-1975), og elektroniske studier hos Pierre Schaeffer (1975-1978). Han har skrevet orkesterværker, kammermusik, elektronisk musik, kormusik, sange, klavermusik etc. 

## Udvalgte værker
- Koncert  (1978) - for orkester
- Refleksioner (1974) - for 2 orkestre
- Etude (1975) - for bånd
- Sonate (1970) - for klaver